# Bud Held
Franklin „Bud“ Held (* 25. Oktober 1927 in Los Angeles, Kalifornien) ist ein ehemaliger US-amerikanischer Leichtathlet. Er stellte in den frühen 1950er Jahren mehrere Weltrekorde im Speerwurf auf.

## Bud Held Special
Bud Held hatte zusammen mit Vater und Bruder darüber nachgedacht, wie man die Flugeigenschaften von Speeren verbessern konnte. Das Ergebnis war der so genannte Bud Held Special, ein neuartiger Speer, der bei unverändert gelassenem Schwerpunkt einen erhöhten Holzanteil sowie eine von 37 auf 17 cm verkürzte Stahlspitze aufwies und hohl war. Wegen des verdickten Mittelschafts wurde er im Volksmund fliegende Zigarre genannt. Mit diesem Wundergerät übertraf Held als erster Speerwerfer der Erde die 80-Meter-Marke:
- 80,41 m am 8. August 1953 in Pasadena
- 81,75 m am 21. Mai 1955 in Modesto

Damit war die mehr als 50 Jahre währende finnisch-schwedische Vorherrschaft im Speerwurf endgültig zu Ende: Nachdem 1952 mit Cy Young erstmals ein Amerikaner den Sieg im Speerwurf geholt hatte, war nun auch der Finne Yrjö Nikkanen seinen 15 Jahre alten Weltrekord los. Der neue Speer trat seinen Siegeszug um die ganze Welt an und brachte seinem Erfinder viel Geld ein. Die bis dahin im Bau des Birkenholzspeers führenden Finnen waren empört und sprachen von sportlichem Betrug. Die IAAF verbot schließlich die fliegende Zigarre – allerdings erst acht Jahre später. Die zwischenzeitlich von Janusz Sidło, Al Cantello und Carlo Lievore geworfenen Weltrekorde behielten jedoch ihre Gültigkeit.

## Sportliche Karriere
Held wurde 1946 Vierter bei den Kalifornischen Highschool-Meisterschaften im Stabhochsprung. Hierdurch bekam er ein Leistungssportstipendium der Stanford University. Erst hier spezialisierte er sich auf den Speerwurf und entwickelte mit seiner Familie den neuartigen Speer und wurde 1948, 1949 und 1950 amerikanischer Hochschulmeister der NCAA. In den Semesterferien und nach dem Bachelor-Examen in Wirtschaftswissenschaften (1950) startete er für den San Francisco Olympic Club  und gewann 1949, 1951, 1953–55 und 1958 die amerikanischen Meisterschaften der Amateur Athletic Union. Um amerikanischer Meister zu werden, musste man damals einem Verein und nicht nur einer Hochschule angehören. Bud Held selbst konnte lediglich bei den Panamerikanischen Spielen 1955 in Mexiko-Stadt, wo er mit 69,77 m siegreich war, einen internationalen Erfolg verbuchen. Bei den Olympischen Spielen 1952 in Helsinki dagegen kam er mit 68,42 m nur auf Platz 9, und die Qualifikation für die Olympischen Spiele 1956 in Melbourne verpasste er um einen Inch.
Seine Meisterschaften:
| Jahr      | 1948           | 1949                          | 1950           | 1951          | 1953          | 1954          | 1955          | 1958          |
| Weite (m) | 63,91 m (NCAA) | 68,48 m (NCAA), 70,77 m (AAU) | 66,06 m (NCAA) | 73,47 m (AAU) | 73,94 m (AAU) | 76,11 m (AAU) | 79,32 m (AAU) | 76,82 m (AAU) |

Im Jahr 1956 erzielte er mit 82,30 m seine persönliche Bestleistung, die ihn auf Platz 4 der Weltjahresbestenliste brachte.

## Späteres Leben
Nach Beendigung seiner sportlichen Laufbahn war Bud Held zunächst als Sportartikel-Händler erfolgreich. Dann entwickelte er – ausgehend von seinen Kenntnissen der hohlen Aluminium-Speere – Patente für Aluminium Schläger für Tennis und Racquetball sowie für Startblöcke der Leichtathletik. Er ist auch über seine Yazoo Venture LLC an unterschiedlichen Entwicklungsgesellschaften mit Risikokapital beteiligt.
Auch als Senior nahm Bud Held an Wettkämpfen teil:
- Im Jahr 1970 warf er mit 229′3″ (69,88 m) amerikanischen Rekord in der Altersklasse M40.

Später wechselte er zum Springen und war auch dort erfolgreich:
- Am 8. November 1997 in Phoenix erzielte er im Hochsprung 1,52 m. Diese Leistung bedeutete Weltrekord in der Altersklasse M70.
- Am 3. August 2003 überquerte er in Mission Viejo mit dem Stab 3,05 m und stellte damit den von seinem Landsmann William Bell gehaltenen Weltrekord in der Altersklasse M75 ein.
- Am 27. Juni 2015 warf er in San Marcos, Kalifornien, 28,87 m mit dem Diskus (1 kg).[5]